# そして - 子連れ狼 刺客の子
『そして－子連れ狼 刺客の子』（そして こづれおおかみ しかくのこ）は、小池書院の雑誌『時代劇漫画 刃-JIN-』などで連載されている漫画。『子連れ狼』シリーズの一作。単行本は小池書院から2012年9月までに5巻が刊行されている。

## 概要
本作は、漫画『子連れ狼』シリーズの一作で、『新・子連れ狼』の続編にあたる、拝大五郎を主人公とした作品である。『新』に引き続き、原作は小池一夫、作画を森秀樹をそれぞれ担当する。第1作の作画を担当した小島剛夕に敬意を表して、作画原案者として作品にクレジットしている。
2007年3月から2008年7月にかけて『時代劇漫画 刃-JIN-』で連載されるが、連載誌が休刊したため、2009年4月にeBookJapanの発行するウェブマガジン「KATANA」で第1話から再連載された。

## あらすじ
東郷重位とともに江戸城に討ち入り、将軍に化けた公儀隠密・間宮林蔵を討って幕府簒奪の野望を阻止した大五郎だったが、重位は死に、5歳の大五郎もまた江戸城内での刃傷に及んだ罪で捕縛される。将軍は幕府の危機を救った大五郎に同情的だったが、幕閣内ではその処遇について助命とするか死罪とするか、意見が真っ二つに割れる。
将軍家剣術指南役の小野忠常は、大五郎に武士としての最期を迎えさせたいとの理由から、大五郎との真剣での試合を望み、将軍に許されるが、逆に大五郎は忠常を倒してしまう。将軍家剣術指南役を破った5歳の大五郎を畏れ、将軍は江戸城地下の迷宮「弾掌（だンじょう）」に大五郎を追放する。
大五郎は暗闇の中から次々と現れる異形の者たちを相手に問答と戦いを続けながら、左手を壁につけて広大な弾掌をさまよい続けるのであった。